# Tibetaans zegel

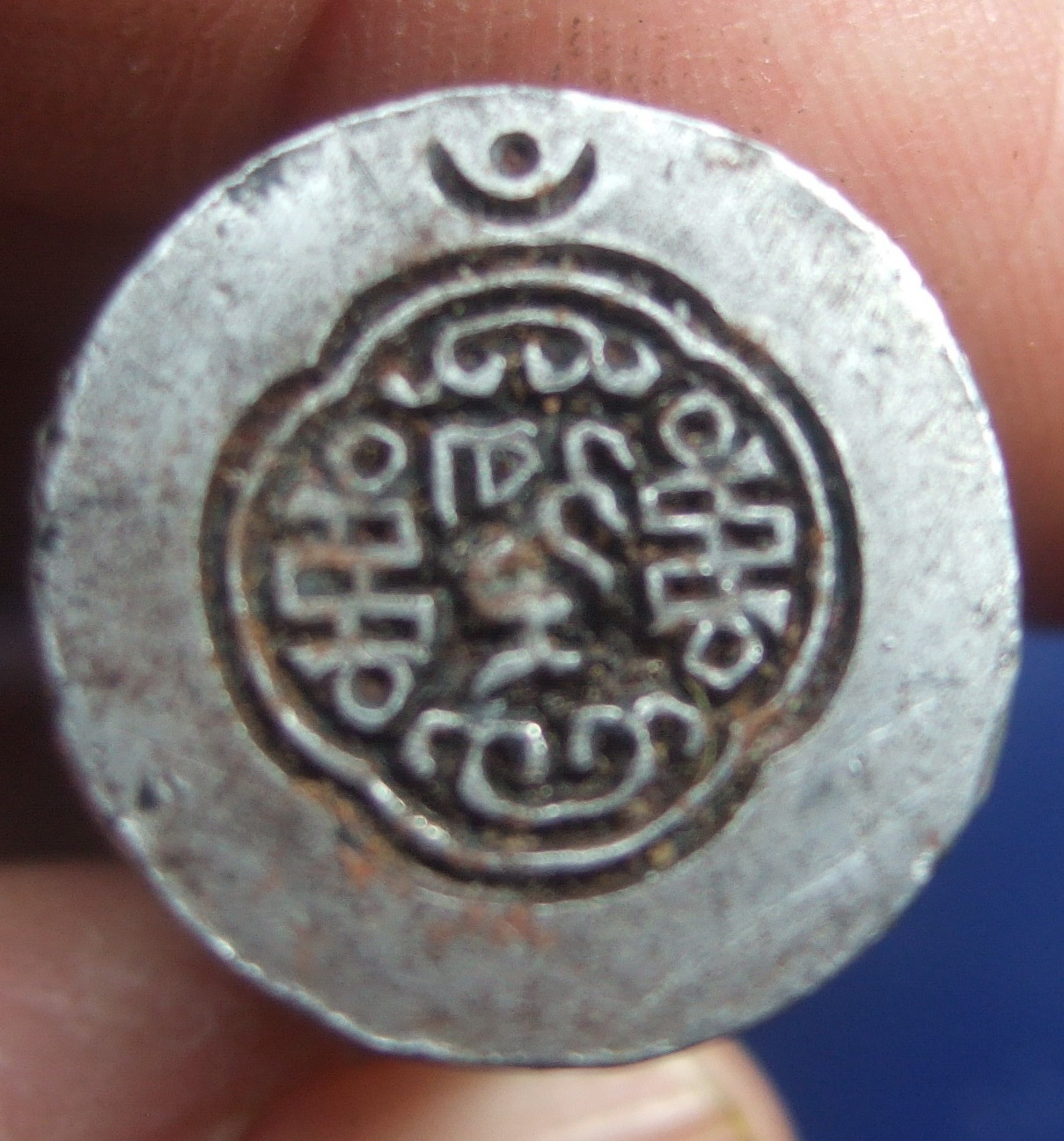
Private zegel met opschrift dbu can en de symbolen voor zon en maan in de bovenste rand

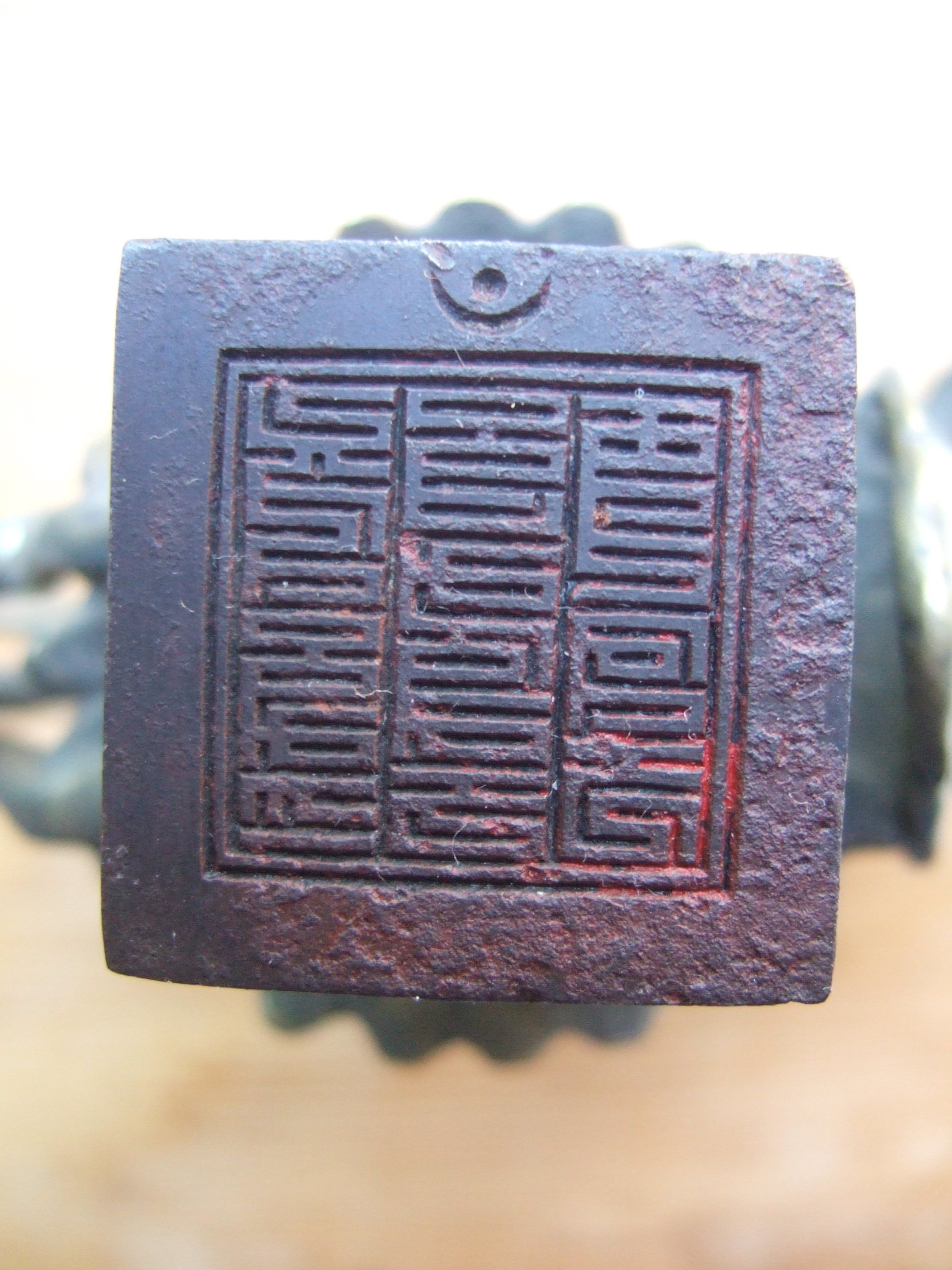
Zegel in Phagspa-schrift, met zon en maan in de bovenste rand

Een Tibetaanse zegel is een lakzegel die tot en met de 20e eeuw in Tibet werd gebruikt. Met de term wordt zowel de stempel als de afdruk bedoeld.
Zegelafdrukken dienden als waarmerk voor Tibetaanse oorkonden en als equivalent voor de in de westelijke wereld gebruikelijke handtekening onderaan een brief. De opdruk werd ook gebruikt voor het sluiten van brieven.
De oudst bekende zegels die zijn teruggevonden stammen uit de tijd van de Yarlung-dynastie (7e tot 9e eeuw). De zegels werden zowel door de regering van historisch Tibet gebruikt, als door de Tibetaanse kloosterorganisaties en burgers. In de loop van de geschiedenis ontwikkelden de Tibetanen hun eigen zegelvormen en gebruikten ze verschillende inheemse schriften of uit India stammende sierschriften.

## Onderzoeksgeschiedenis
De eerste tibetologen die zich met het ontcijferen van officiële Tibetaanse zegels bezighielden, waren in het bijzonder de Duitser August Hermann Francke (1870-1930) en de Britten Lawrence Waddell en Ernest Herbert Cooper Walsh (1865-1952). Als basis voor hun ontcijfering dienden de vroege publicaties van Sarat Chandra Das, die zich met verschillende Tibetaans schrifttypes had beziggehouden, waaronder ook het Phagspa-schrift.
De oudst bekende zegelafdrukken bevinden zich op Tibetaanse heerseroorkondes en werden op verschillende plaatsen in Chinees Turkestan ontdekt. Vooral tussen de manuscripten van Dunhuang werden veel documenten met zegelafdrukken gevonden. Deze documenten gaan terug naar de late 8e eeuw tot aan het midden van de 9e eeuw, toen grote delen van Chinees Turkestan behoorde tot Tibetaans grondgebied.

## Gebruik
Gezien het grootste deel van de Tibetaanse bevolking analfabeet was, werd een zegel gebruikt als handtekening.
Zegelwas of zegellak werd slechts bij gelegenheid gebruikt voor het afsluiten van documenten die werden verzonden en diende voornamelijk om een document autoriteit te verlenen. Het Westerse gebruik ter afsluiting van documenten kwam pas in de 20e eeuw in de mode, nadat het Tibetaanse postsysteem was opgezet.
Sinds de Yuan-dynastie verleenden Chinese keizers talrijke 
Tibetaanse soevereinen een zegel die meestal was vervaardigd uit edele materialen, zoals goud, zilver, jade of ivoor. De meest indrukwekkende zegels behoorden tot de dalai lama en pänchen lama en de regenten in historisch Tibet.
Klooster- en private zegels kwamen later in gebruik, om documenten zoals koop- en schenkverdragen te bezegelen. Private zegels werden voornamelijk uit ijzer gemaakt of uit rondgeslagen zilverblik, waarin een ronde ijzerplaat met zegel ingelaten werd.
Kloosterzegels waren het uitgebreidst uitgevoerd. Ze konden een fijngesneden houten of ivoren handgreep hebben, waarin een vierkante ijzerplaat was ingezet. Ook waren er zegels die geheel uit ijzer bestonden, waarbij de greep vaak door een ingewikkeld smeedwerk met onderbroken ornamenten was vervaardigd. Het gebruik van ijzer als materiaal voor de vervaardiging van zegels is typisch voor Tibet, die vanwege het droge hooglandsklimaat slechts weinig aan corrosie onderhevig was.

## Zegelopschriften
De officiële zegels die door China waren verleend, zijn vaak in drie talen vervaardigd: het Tibetaans, het Hanzi en het Mantsjoe. Private en kloosterzegels werden in het algemeen alleen in het Tibetaans gemaakt, waarbij er wel werd gevarieerd tussen verschillende lettertypes. De kloosterzegels waren voornamelijk vierkant en werden voornamelijk in het Phagspa-schrift gemaakt, die in alle talen van het Mongoolse Rijk tijdens Koeblai Khan te lezen was. Verder werden sierschriften gebruikt, zoals Lantsa (Ranjana).
Op de meeste ronde zegels en af en toe ook op de vierkante private zegels zijn meestal de initialen van de eigenaar te vinden in het Tibetaanse schrift dbu-can. Veel private zegels kennen geen inscriptie en geven alleen een gelukbrengend symbool weer, dat vaak een van de Ashtamangala, ofwel acht boeddhistische symbolen is. Ronde private zegels tonen meestal de symbolen van de zon en de maan of drie punten op de rand. Die drie punten beelden het boeddhistische symbool Triratna uit, het drievoudige juweel (Tibetaans: dkon mchog gsum) dat bestaat uit Gautama Boeddha, Dharma (de leer) en Sangha (monnikengemeenschap). Deze symbolen toonden de analfabetische gebruiker eveneens wat de boven- en onderkant was van het zegel.
De zegel werd met rode inkt op het document gedrukt en in zeer zeldzame gevallen door alleen hoogwaardigheidsbekleders als de dalai en pänchen lama met zwarte inkt.

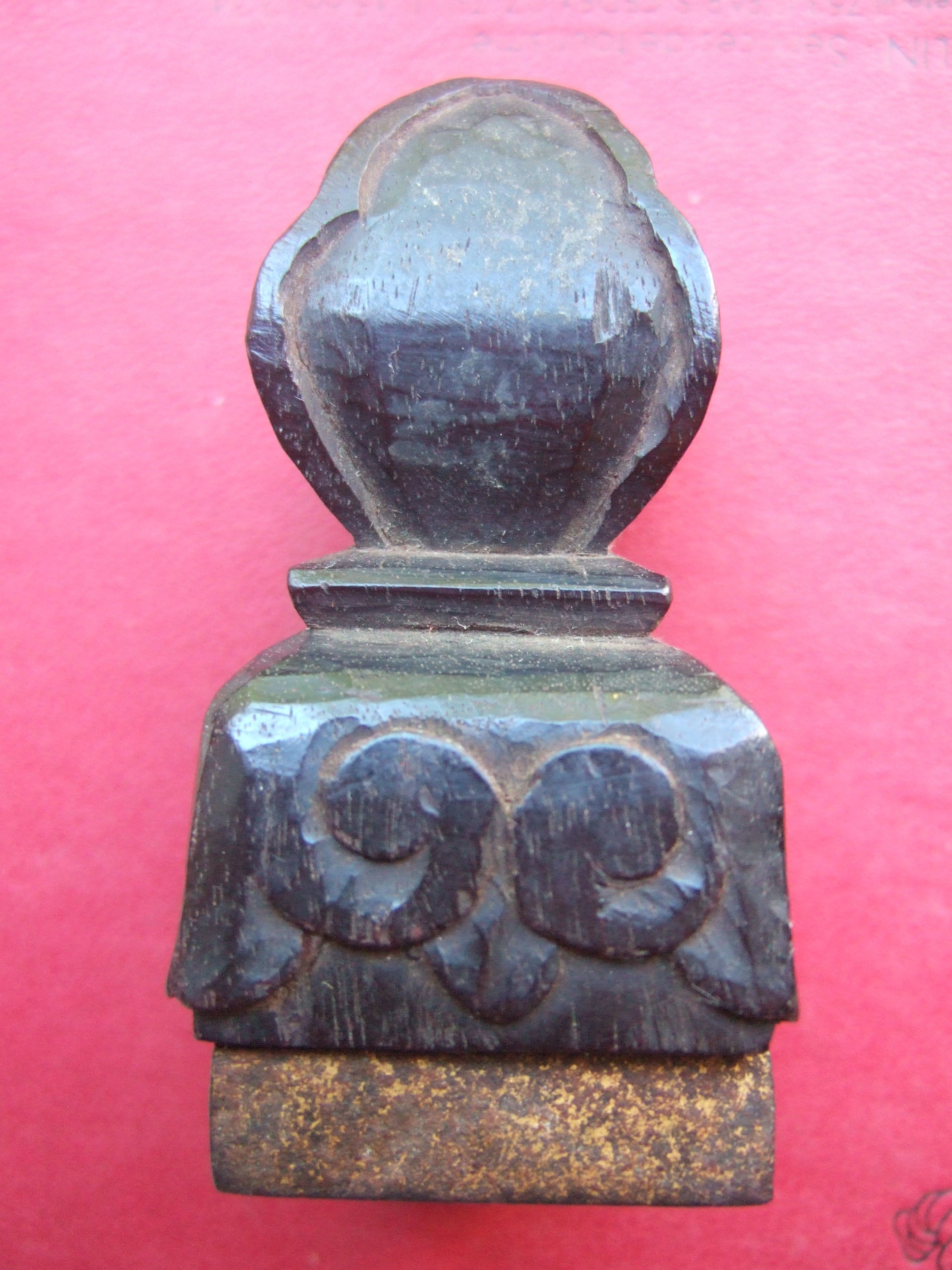
Vergulde zegel met houten greep
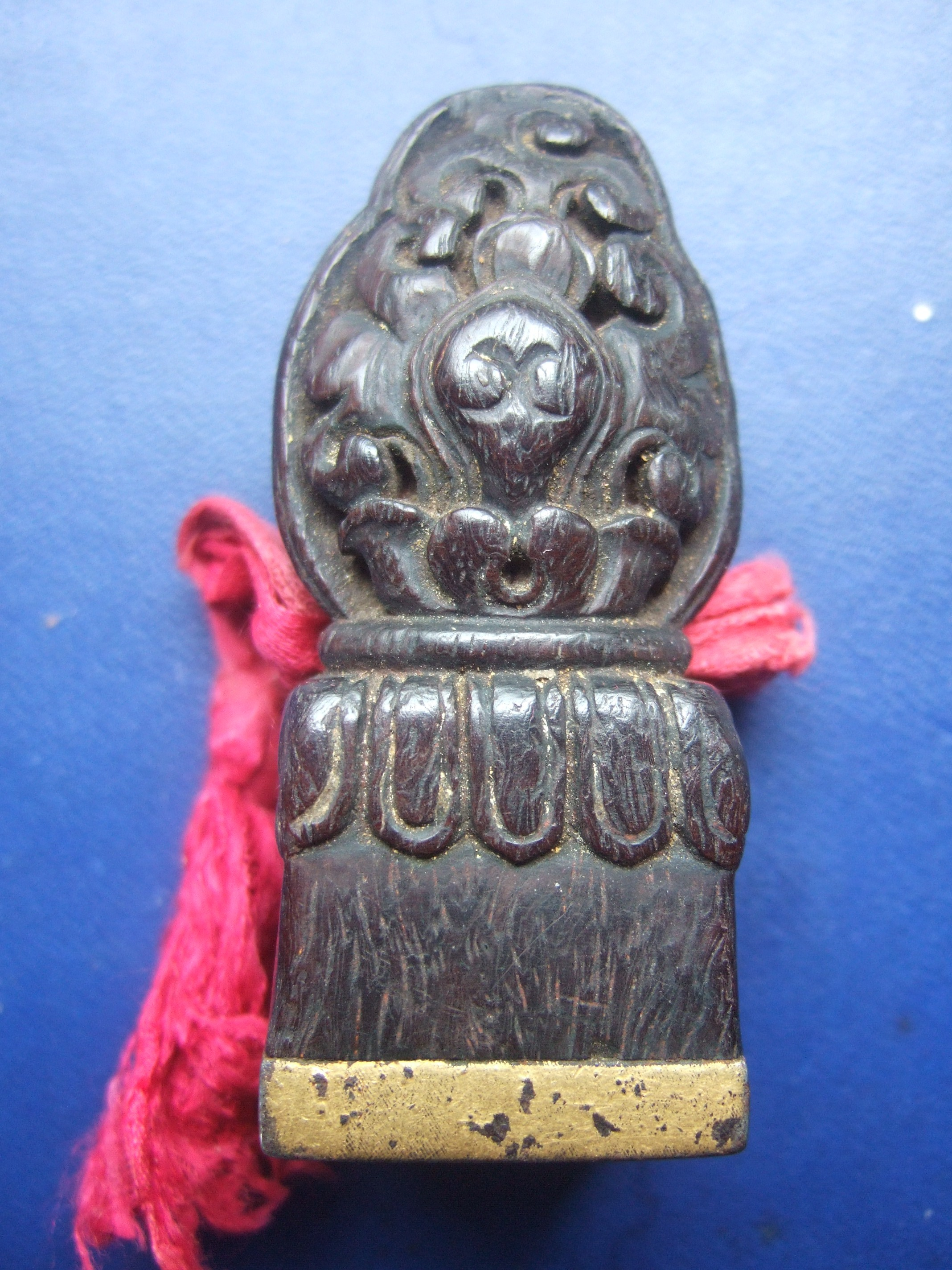
Vergulde zegel met houtsnijwerk
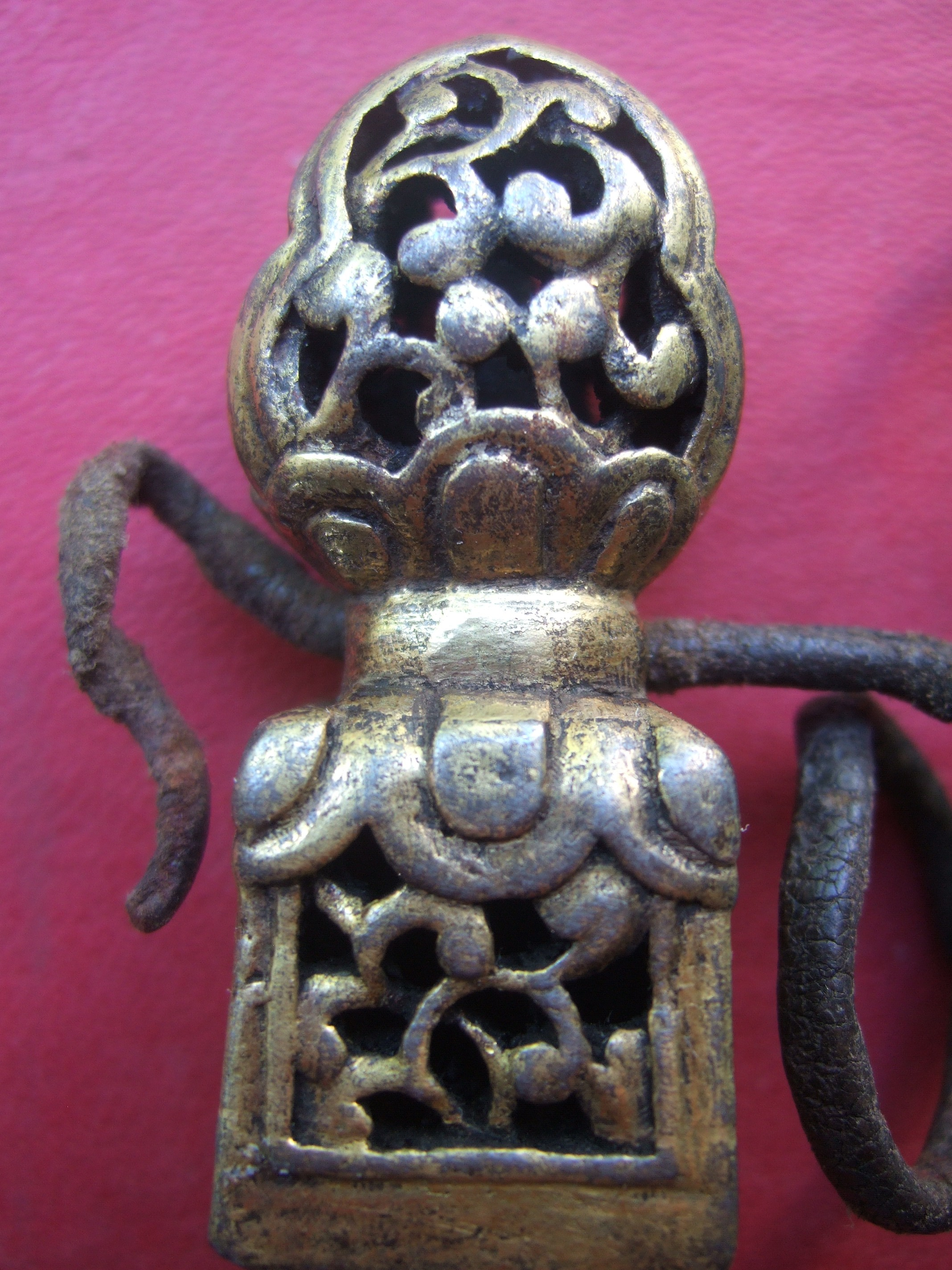
Afgewerkte vergulde ijzerzegel
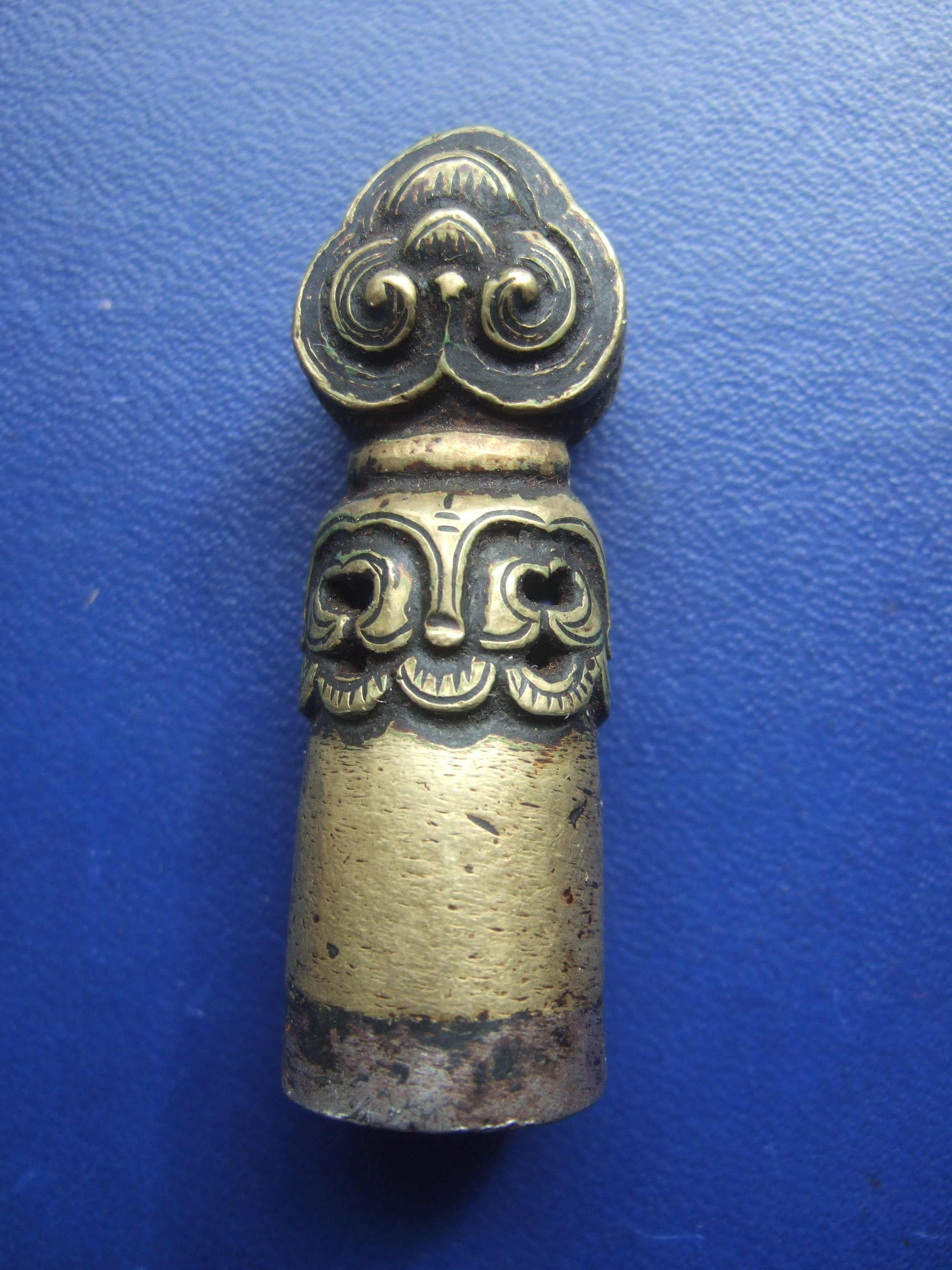
Private zegel met op afbeelding op bronzen greep van de paddenstoel ganoderma lucidum
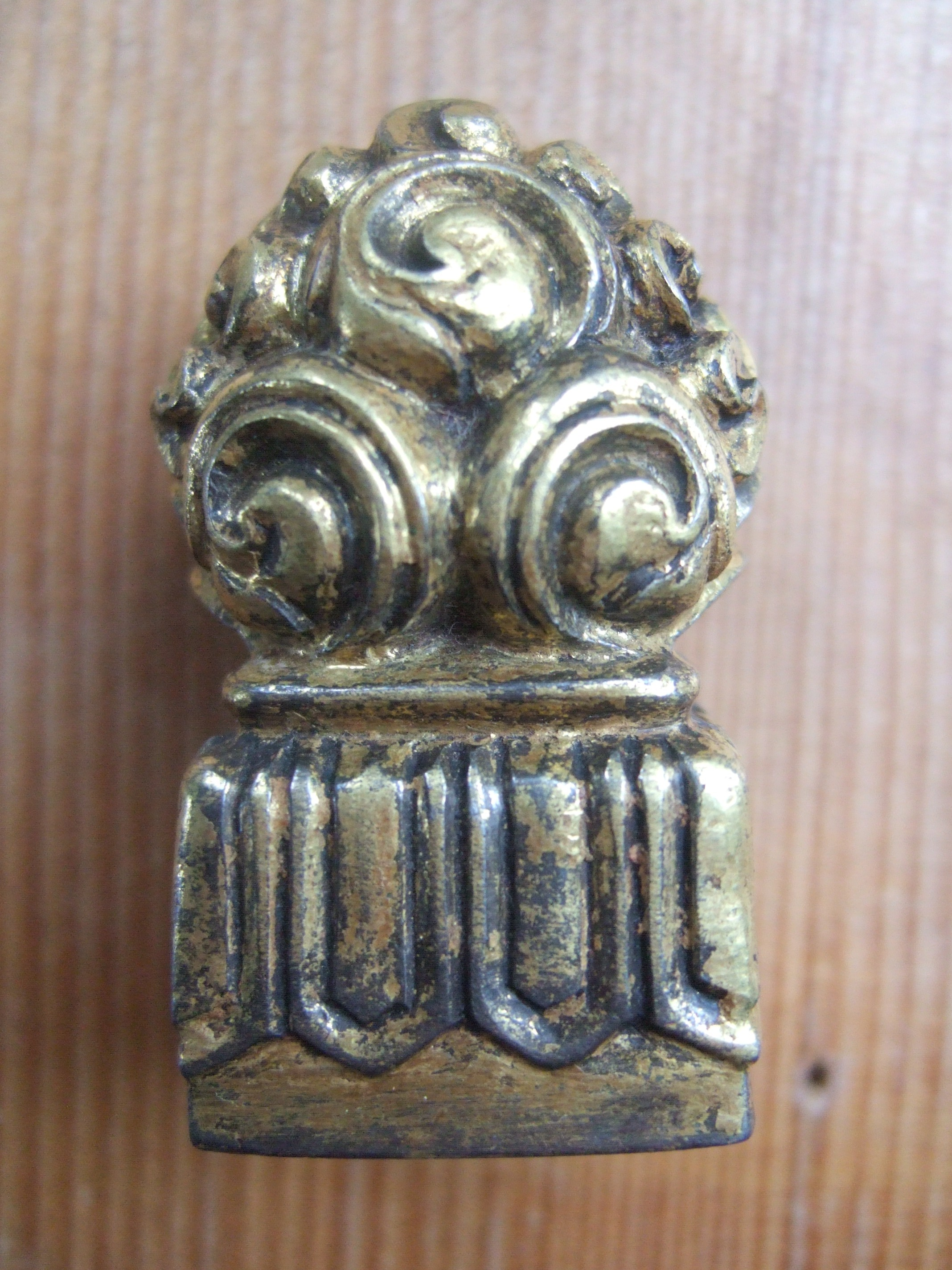
Vergulde ijzeren zegel met onderaan de heilige lotus
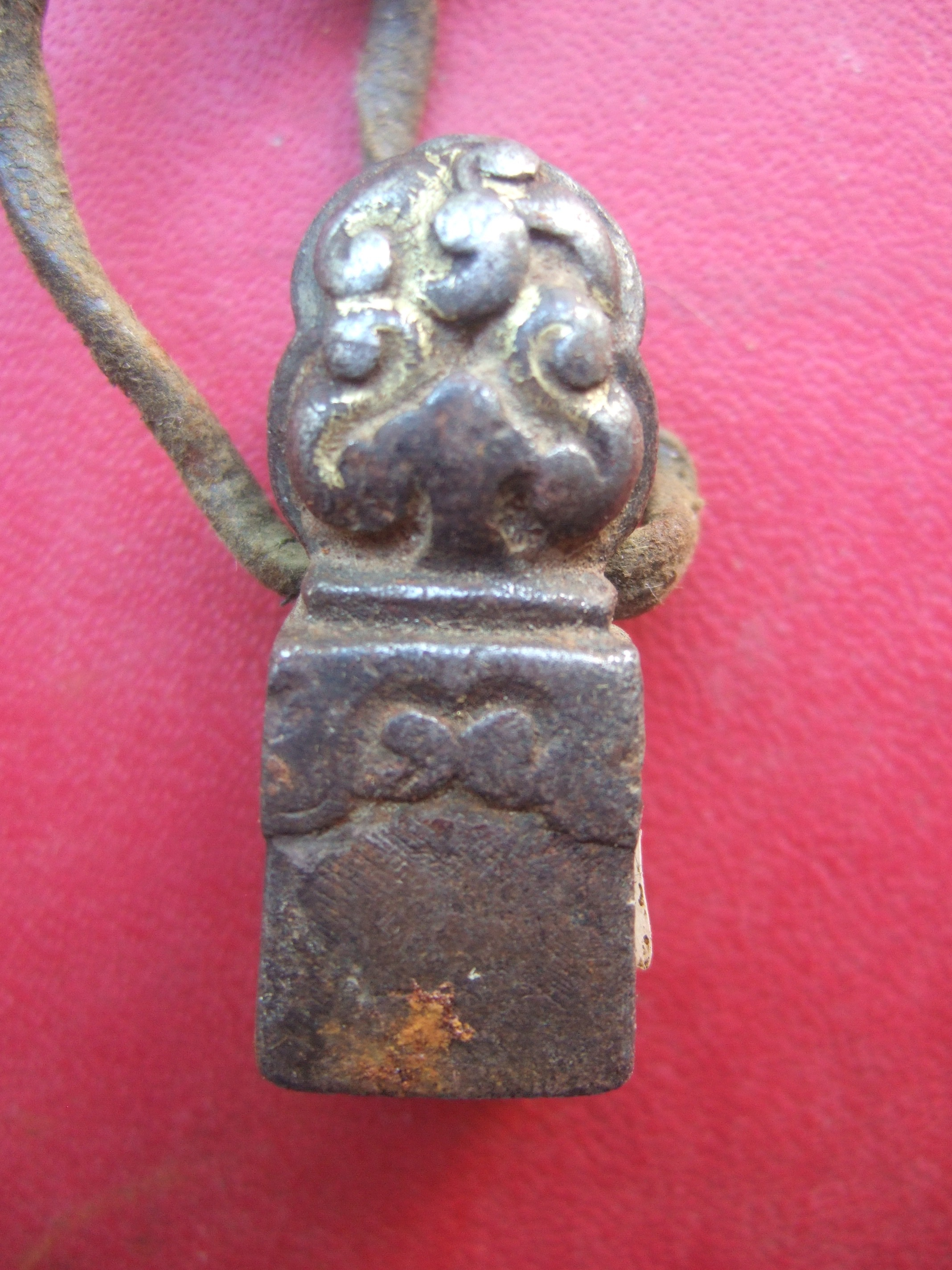
Voorheen vergulde ijzeren zegel met wolken